# Creiddylad
Nella mitologia gallese Creiddylad è la figlia di Lludd Llaw Eraint. Gwyn ap Nudd e Gwythyr ap Greidawl lottano per il suo amore.
Nella storia di Culhwch e Olwen Creiddylad viene promessa in sposa a Gwythr ap Greidawl, ma Gwyn ap Nudd la rapisce. I due rivali lottano per il suo amore. Re Artù stabilisce che il duello si svolgerà ogni vigilia di Primo Maggio. Il vincitore avrà Creiddylad per un anno.